# Gran Premio 19 Capitales

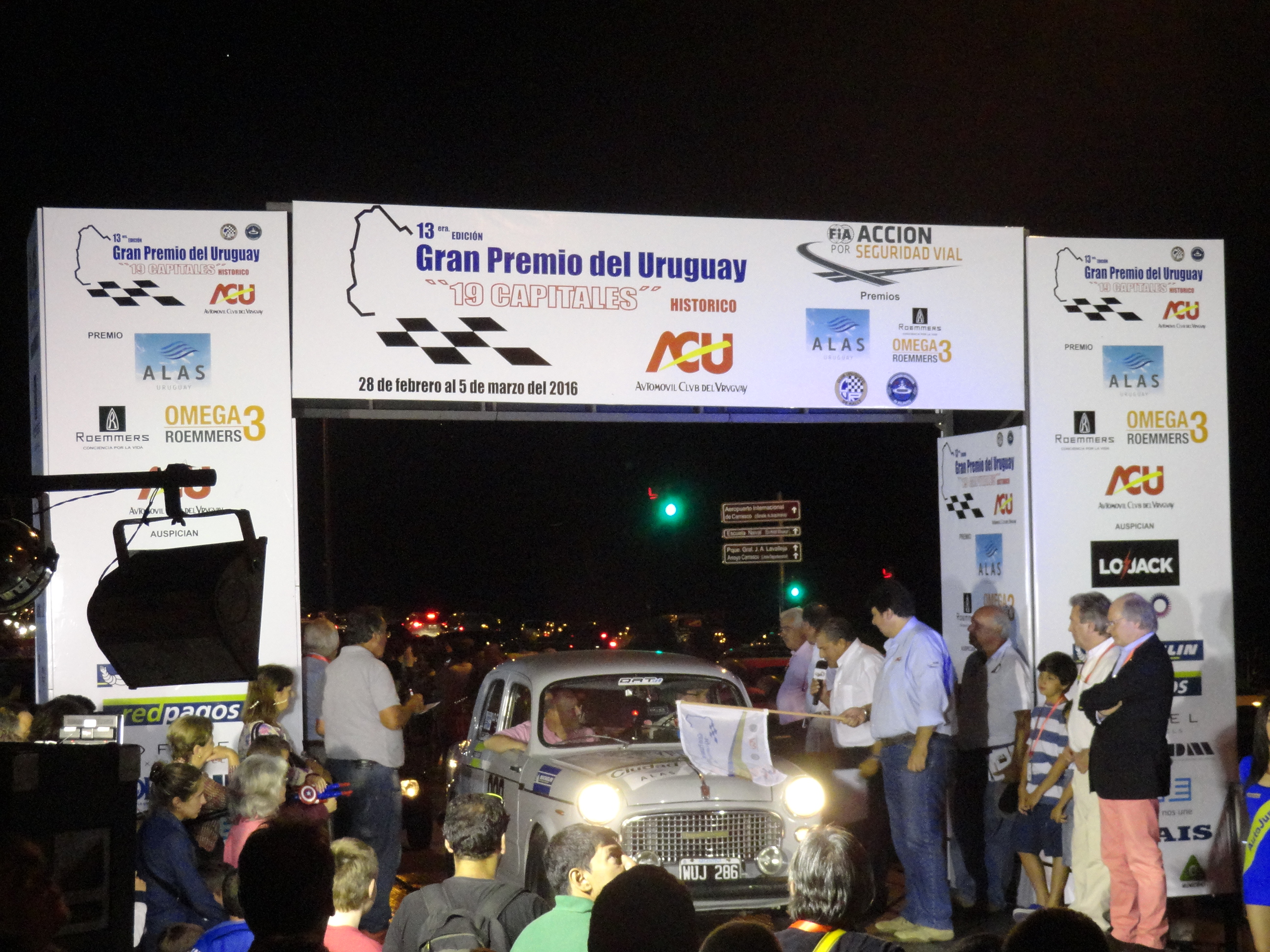
Gran Premio del Uruguay 19 Capitales Histórico 2016

El Gran Premio Copa de Oro 19 Capitales, conocido informalmente como Rally 19 Capitales, fue una carrera de rally para automóviles de serie que se disputó en Uruguay desde 1968 hasta 1981. El evento era organizado en colaboración por el Club Uruguayo de Rally y la Asociación Uruguaya de Volantes, y fiscalizado por el Automóvil Club del Uruguay. Consistía en una serie de tramos que conectaban las capitales de los 19 departamentos del país, completando un recorrido de más de 2.000 km.
La prueba atraía equipos tanto uruguayos como de otros países del Cono Sur, incluyendo equipos oficiales apoyados por las filiales o representantes de las respectivas marcas. El evento se transmitía en vivo por radio y televisión, y atraía grandes cantidades de público a lo largo de su recorrido.
Desde 2004, el Automóvil Club del Uruguay organiza el Gran Premio del Uruguay 19 Capitales Histórico, una carrera de regularidad abierta a los modelos de automóviles que compitieron en la prueba original y en otros Grandes Premios de ruta sudamericanos.

## Formato
En sus inicios, el 19 Capitales se disputaba principalmente en modalidad de rally de regularidad, por el cual los pilotos debían completar cada tramo del recorrido a una velocidad predeterminada, y recibían puntos de penalización según la diferencia entre el tiempo estipulado y el efectuado en los puntos de control (tiempo impuesto). A lo largo de las ediciones se fueron agregando más tramos contrarreloj de velocidad libre (especiales / primes).
Del mismo modo, las rutas nacionales dieron paso a caminos vecinales, con rectas más cortas y curvas más cerradas. También se utilizaron autódromos para las pruebas de velocidad libre, en particular al inicio de la primera etapa para determinar el orden de largada.

## Ediciones
| Año  | Fecha                      | Recorrido                                                       |
| ---- | -------------------------- | --------------------------------------------------------------- |
| 1968 | 11-13 de enero             | Montevideo - Rocha - Rivera - Mercedes - Montevideo             |
| 1969 | 30 de enero - 2 de febrero | Montevideo - Fray Bentos - Rivera - Punta del Este - Montevideo |
| 1970 | 19-22 de febrero           | Montevideo - Colonia - Salto - Melo - Montevideo                |
| 1971 | 11-14 de febrero           | Montevideo - Colonia - Paysandú - Tacuarembó - Montevideo       |
| 1972 | 4-6 de febrero             | Montevideo - Colonia - Paysandú - Tacuarembó - Montevideo       |
| 1973 | 22-25 de febrero           | Montevideo - Colonia - Paysandú - Tacuarembó - Montevideo       |
| 1974 | 14-17 de febrero           | Montevideo - Colonia - Paysandú - Tacuarembó - Montevideo       |
| 1975 | 20-23 de febrero           | Montevideo - Rocha - Rivera - Mercedes - Montevideo             |
| 1976 | 19-22 de febrero           | Montevideo - Salto - Rivera - Rocha - Montevideo                |
| 1977 | 9-13 de febrero            | Montevideo - Mercedes - Tacuarembó - Minas - Montevideo         |
| 1978 | 1-5 de marzo               | Montevideo - Mercedes - Rivera - Minas - Montevideo             |
| 1979 | 14-18 de febrero           | Montevideo - Mercedes - Artigas - Melo - Montevideo             |
| 1980 | 6-9 de febrero             | Montevideo - Minas - Rivera - Mercedes - Montevideo             |
| 1981 | 18-22 de febrero           | Montevideo - Tacuarembó - Paysandú - Montevideo                 |

## Ganadores
| Año  | Piloto           | Copiloto                        | Automóvil           | Tiempo / puntuación |
| ---- | ---------------- | ------------------------------- | ------------------- | ------------------- |
| 1968 | Óscar González   | Mauricio Crosa / Néstor Aguirre | Simca 1500          | 33:25'26            |
| 1969 | Jorge Bianchi    | Federico West                   | Mercedes-Benz 220 S | 33:04'47            |
| 1970 | Federico Molins  | Manuel Albo                     | Ford Escort         | 131 pts             |
| 1971 | Generoso Torres  | Carlos Macek                    | BMW 2002            | 100 pts             |
| 1972 | Federico West    | Gregorio Assadourian            | Alfa Romeo Giulia   | 7 pts               |
| 1973 | Luis Etchegoyen  | Carlos Montequín                | BMW 2002            | 243 pts             |
| 1974 | Daniel Luzardo   | José Ruibal                     | Ford Escort         | 67 pts              |
| 1975 | Luis Macri       | Jorge del Buono                 | Fiat 128            | ¿?                  |
| 1976 | Rodolfo Branda   | Horacio Moyano                  | Fiat 128            | 14:26'28            |
| 1977 | Luis Etchegoyen  | Carlos Vignoli                  | Ford Escort         | 13:05'45            |
| 1978 | Federico West    | Gregorio Assadourian            | Ford Escort         | 10:17'21            |
| 1979 | Jorge Recalde    | Horacio Moyano                  | Fiat 125 Sport      | 10:17'16            |
| 1980 | Domingo de Vitta | Daniel Muzzio                   | Ford Escort         | +2:09'56            |
| 1981 | Francisco Alcuaz | Daniel Griwienecz               | Peugeot 504         | 10:02'46            |